# برانكو إليتش
برانكو إليتش (بالإيطالية: Branko Ilič) (مواليد 6 فبراير 1983 في لوبلانا) لاعب كرة قدم سلوفيني يلعب حاليا لصالح نادي لوكوموتيف موسكو الروسي . .

## روابط خارجية
- برانكو إليتش على موقع الاتحاد الدولي (مؤرشف)  (الإنجليزية)
- برانكو إليتش على موقع الاتحاد الأوربي (الإنجليزية)
- برانكو إليتش على موقع رابطة كرة القدم اليابانية للمحترفين (اليابانية)
- برانكو إليتش على موقع قاعدة بيانات كرة القدم.إي يو (الإنجليزية)
- برانكو إليتش على موقع ناشيونال فوتبول تيمز (الإنجليزية)
- برانكو إليتش على موقع Soccerway.com (الإنجليزية)
- برانكو إليتش على موقع عالم كرة القدم.نت (الإنجليزية)
- برانكو إليتش على موقع كووورة
- برانكو إليتش على موقع AS.com (الإسبانية)